# Reaching Out (álbum de Menudo)
Reaching Out es el décimo cuarto álbum de estudio de la boy band puertorriqueña Menudo, lanzado en 1984 por la discográfica RCA. Este trabajo es notable por ser el primero en inglés en su discografía, y marca el debut discográfico de los cantantes en territorio brasileño. Formaban parte de esta formación los integrantes: Ricky (16), Charlie (15), Ray (14), Roy (14) y el nuevo miembro Robby (14). Este último reemplazó a Johnny Lozada después de que alcanzara la edad límite para permanecer en el grupo (16 años).
Las canciones presentes son pistas seleccionadas de los últimos cuatro álbumes en idioma español, traducidas al inglés, con excepción de la inédita “Like a Cannonball″, que fue grabada para la banda sonora de la película de Burt Reynolds: Cannonball Run II. Además de la pista mencionada, se lanzaron como sencillos: "If You're Not Here (By My Side)" "Heavenly Angel" y "Motorcycle Dreamer".
El álbum fue bien recibido tanto por el público como por la crítica. Las ventas superaron las 425 mil copias en los Estados Unidos y 1 millón en Brasil, lo que le permitió recibir un disco de diamante como condecoración por el logro en el país.

## Contexto y producción
Este álbum es el primero lanzado por el grupo tras firmar un contrato de seis años (para el lanzamiento de 12 LPs) con RCA, que fue cerrado por una cifra multimillonaria a la altura de artistas como Kenny Rogers y Diana Ross. La campaña detrás de este primer álbum en inglés formaba parte de un esfuerzo de la discográfica para expandir los negocios más allá de su frontera sur, y, sobre todo, para llegar al público estadounidense. Hasta 1983, Menudo ya había vendido 750 mil copias con todos sus álbumes lanzados en los EE. UU., el siguiente álbum, A todo rock, vendió 250 mil copias en el país en un mes de lanzamiento.
El éxito de esta transición dependía en gran medida de la habilidad del grupo para cantar bien en inglés, y para ello, los integrantes pasaron por un programa intensivo de formación en el idioma, con el objetivo de minimizar cualquier traza de acento español. El grupo llegó a grabar en inglés la canción tema de la película Cannonball Run II, de Burt Reynolds. Otros de los desafíos señalados eran el mantenimiento de la popularidad del grupo en un mercado volátil, especialmente considerando la rotación de miembros, dado que el concepto de Menudo involucraba la sustitución de integrantes a medida que envejecían. Según el crítico musical Stephen Holden, aunque esta fórmula podía garantizar teóricamente juventud eterna, había preocupaciones sobre la durabilidad de su música, que seguía un estilo pop prefabricado, lo que limitaba su longevidad en el mercado musical. Además del álbum, RCA planeó el lanzamiento de dos videoclips dirigidos por Paquito Cordero, quien también producía programas de televisión con especiales del grupo.
Reaching Out fue una producción colaborativa, arreglada y dirigida por Alejandro Monroy y Carlos Villa. La producción principal estuvo a cargo de Edgardo Díaz, con la colaboración de Mary Lynne M. Pagan en la producción adicional. Las grabaciones vocales fueron realizadas por el ingeniero Jaime Camacho, mientras que José Vinader fue responsable de la ingeniería de la música. La mezcla del álbum fue realizada por Carlos Martos.

## Divulgación
El 19 de octubre de 1984, la TV Globo transmitió un especial titulado Menudo Especial, en el cual ocho de las diez canciones de Reaching Out fueron presentadas en vivo. Las grabaciones ocurrieron durante el evento II Festival Internacional del Menudo, en agosto de 1984, en Puerto Rico.
El grupo llegó a realizar diez presentaciones, con localidades agotadas, en el Radio City Music Hall, en Nueva York.

## Secillos
"If You're Not Here (By My Side)" fue lanzada como single en 1983. La pista es la versión en inglés del single en español titulado "Si Tú No Estás", que fue destacado en el álbum A todo rock, de 1983. Se trata de una canción de amor que tiene a Robby Rosa como principal vocalista. Según la revista Cashbox, la canción "presenta una melodía pop clásica cantada por una voz masculina joven, aguda y excepcionalmente clara, con un fondo orquestal de ciento un instrumentos de cuerda". En cuanto al desempeño comercial, en Estados Unidos alcanzó la posición número 36 en la lista de éxitos musicales Hot R&B/Hip-Hop Songs, de la revista Billboard.
En Brasil, la canción fue incluida en la banda sonora de la novela Partido Alto, de TV Globo, siendo el tema del personaje Fernando, interpretado por Roberto Bataglin. Según la revista Veja, la canción "se mantuvo en los primeros lugares entre las canciones más ejecutadas en las radios FM del país". Según el Diário de Pernambuco, "If You're Not Here (By My Side)" apareció en listas de canciones más ejecutadas en radios FM de Río de Janeiro y São Paulo. El single vendió 270 mil copias en tierras brasileñas, y alcanzó la posición número 1 en la lista de Nelson Oliveira Pesquisa e Estudo de Mercado (Nopem).
Según el periódico Correio Braziliense, las canciones "If You're Not Here", "Heavenly Angel" y "Because of Love" eran bastante solicitadas en las radios en 1985, incluso con el grupo habiendo lanzado un álbum más reciente en el país.

## Recepción crítica
Las reseñas de los críticos especializados en música fueron, en su mayoría, favorables.
El sitio AllMusic, aunque no escribió una reseña, evaluó el trabajo con cuatro estrellas de cinco. Sérgio Nona, del Diário de Pernambuco, informó que el álbum está muy bien producido y que las canciones son alegres, con potencial para agradar tanto a adultos como a niños.
Según el periodista Tárik de Souza, del Jornal do Brasil, el disco tiene una mezcla de rocks y baladas en las "voces aflautadas" del quinteto, con un fondo sonoro "estandarizado y anticuado". Señaló que la canción "Motorcicle Dreamer" "es el único momento del disco en que la batería se suelta un poco de las ataduras bailables para un breve solo a seco", y que el grupo estaba lejos, musicalmente, de artistas como The Beatles, con los cuales se les comparaba.

## Desempeño comercial
El álbum alcanzó la posición número 108 en la Billboard 200, convirtiéndose en el primero de la banda en entrar en las listas de éxitos de los Estados Unidos. Según la revista Rolling Stone, el hecho de que el álbum y los sencillos no tuvieran buenos puestos en las listas de éxitos de EE. UU. no impidió que el grupo se convirtiera en "un fenómeno cultural con una habilidad de marketing alimentada por la venta de productos no musicales obligatorios".
En Brasil, apareció en las listas de Nopem como uno de los álbumes más vendidos. A mediados de 1985, la revista Billboard informó que las ventas habían alcanzado las 425 mil copias en el país. Según el Jornal dos Sports, el 28 de marzo de 1985, después de su última presentación en São Paulo, el grupo recibió de manos del vicepresidente de la División Latinoamericana de RCA Internacional, un disco de diamante por 1 millón de copias vendidas del álbum.

## Lista de canciones
| N.º | Título                            | Escritor(es)                             | Performer      | Duración |  |
| 1.  | «Like a Cannonball»               | Snuff Garrett, Steve Dorff, Milton Brown | Robby Rosa     |          |  |
| 2.  | «Indianapolis»                    | Alejandro Monroy, Carlos Villa           | Robby Rosa     |          |  |
| 3.  | «Heavenly Angel»                  | Monroy, Villa, Mary Lynne M Pagan        | Charlie Massó  |          |  |
| 4.  | «Because of Love»                 | Pagan, Villa, Julio Seijas, Eddy Guerin  | Robby Rosa     |          |  |
| 5.  | «Motorcycle Dreamer»              | Pagan, Villa, Edgardo Díaz               | Ricky Meléndez |          |  |
| 6.  | «If You're Not Here - By My Side» | Díaz, Monroy, Pagan, Villa               | Robby Rosa     |          |  |
| 7.  | «That's What You Do»              | Monroy, Pagan, Villa                     | Ray Reyes      |          |  |
| 8.  | «Gimme Rock»                      | Monroy, Pagan, Seijas, Villa             | Robby Rosa     |          |  |
| 9.  | «Gotta Get On Moving»             | Monroy, Pagan, Villa                     | Ricky Meléndez |          |  |
| 10. | «Fly Away»                        | Díaz, Monroy, Pagan, Villa               | Robby Rosa     |          |  |

## Posicionamiento en listas

### Semanales
| Chart (1984)                   | Position |
| ------------------------------ | -------- |
| Estados Unidos (Billboard 200) | 108      |

## Certificaciones y ventas
| Región         | Certificación | Ventas    |
| -------------- | ------------- | --------- |
| Brasil         | Diamante      | 1,000,000 |
| Estados Unidos | —             | 450,000   |
| Filipinas      | Oro           | 20,000    |